# Kanadas gröna parti
Kanadas gröna parti (engelska: Green Party of Canada eller franska: Parti vert du Canada) är ett federalt politiskt parti i Kanada.  Amerikanskfödda miljöaktivisten Elizabeth May valdes till partiledare 26 augusti 2006.

## Historia
Partiet grundades 1983, men fick inte sin första parlamentsledamot förrän 2008, när ledamoten Blair Wilson, som valdes under valet 2006 som liberal) bytte till Gröna partiet.  Han fick bara 14,43 % av rösterna i sitt valkrets under valet 2008, och därmed förlorade sin plats i underhuset.
Partiet fick sin första valda parlamentsledamot under parlamentsvalet 2011, när partiledaren Elizabeth May, som hade misslyckats tre gånger tidigare att vinna en plats i parlamentet, lyckades få 46% av rösterna i sitt valkrets i British Columbia.

## Politik
Partiet delar med de andra gröna partier i världen de gemensamma principerna från Global Greens Charter.  Gröna partiet i Kanada sammanfattar deras ideologi i sex grundläggande principer: ecologisk vishet, pacifism, social rättvisa, hållbar utveckling,  deltagardemokrati, och respekt för mångfalden.
Partiets valmanifest inför valet 2011 inkluderade följande förslag:
- Högre inkomstskatt
- Högre miljöskatter
- Högre företagsskatt
- Mer transparens i regeringen
- Byte till ett proportionellt valsystem
- Legalisering, reglering, och beskattning av marijuana
- Sänkt subventioner till industrier som skadar miljön
- Statligt stöd för kollektivtrafik och miljövänlig teknik
- Ekonomiska bidrag till kommuner för infrastrukturinvestering
- Obligatorisk märkning av produkter producerade med genteknik
- Reformera de federala djurrättslagen

## Partiledare

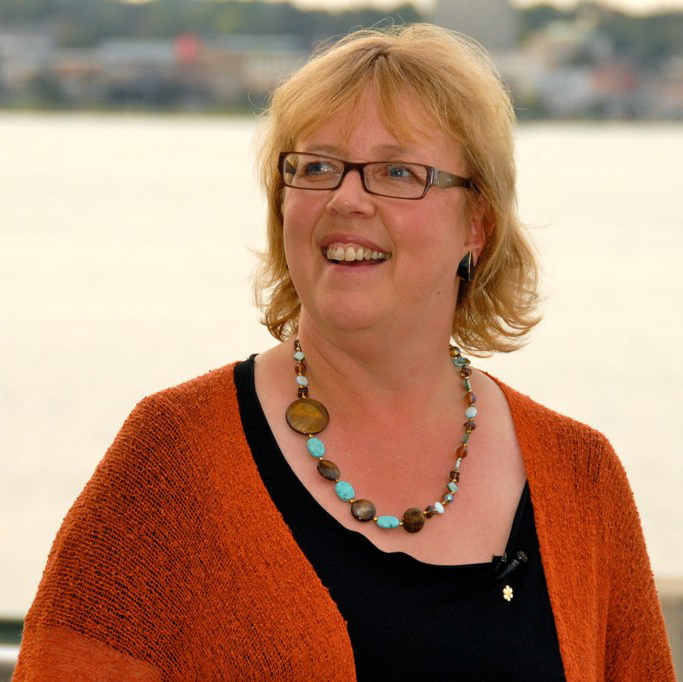
Elizabeth May, Gröna partiets nuvarande partiledare, och partiets första valda parlamentsledamot

- Trevor Hancock (1983–1984)[4]
- Seymour Trieger (1984–1988)[4]
- Kathryn Cholette (1988–1990)[4]
- Chris Lea (1990–1996)[4]
- Wendy Priesnitz (1996–1997)[4]
- Harry Garfinkle (1997)[4]
- Joan Russow (1997–2001)[4]
- Chris Bradshaw (2001–2003)[4]
- Jim Harris (2003–2006)[4]
- Elizabeth May (2006–present)[4]

## Valresultat

### Federala val
| År   | Röster  | Röstandel | Förändring röstandel (procentenh.) | Mandat   | Förändring mandat | Ref    |
| ---- | ------- | --------- | ---------------------------------- | -------- | ----------------- | ------ |
| 1984 | 26 921  | 0,21 %    | 0,21                               | 0 av 282 | 0                 | [ 5 ]  |
| 1988 | 47 228  | 0,36 %    | 0,14                               | 0 av 295 | 0                 | [ 5 ]  |
| 1993 | 32 979  | 0,24 %    | −0,12                              | 0 av 295 | 0                 | [ 5 ]  |
| 1997 | 55 583  | 0,43 %    | 0,24                               | 0 av 301 | 0                 | [ 6 ]  |
| 2000 | 104 402 | 0,81 %    | 0,38                               | 0 av 301 | 0                 | [ 7 ]  |
| 2004 | 582 247 | 4,29 %    | 3,48                               | 0 av 308 | 0                 | [ 8 ]  |
| 2006 | 664 068 | 4,48 %    | 0,19                               | 0 av 308 | 0                 | [ 9 ]  |
| 2008 | 937 613 | 6,78 %    | 2,3                                | 0 av 308 | 0                 | [ 10 ] |
| 2011 | 576 221 | 3,91 %    | −2,87                              | 1 av 308 | 1                 | [ 11 ] |